# Revue belge

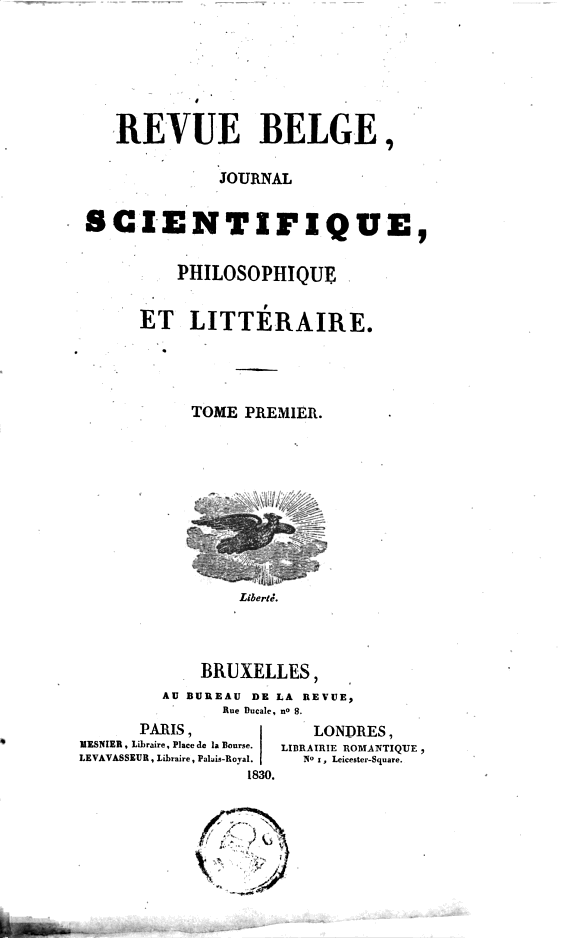
Revue Belge, vol. 1, 1830.

La Revue Belge, Journal scientifique, philosophique et littéraire, créée en 1830 et disparue en 1843, est un magazine belge de langue française éditée par l'Association nationale pour l'encouragement et le développement de la littérature en Belgique, qui a gagné une certaine renommée dans le deuxième quart du XIXe siècle, juste après la révolution belge.
Le magazine a probablement été fondé par le juriste, activiste politique et poète satirique Théodore Weustenraad après avoir quitté Maastricht, pour continuer sa carrière à Liège.